# Bisdom Kotido

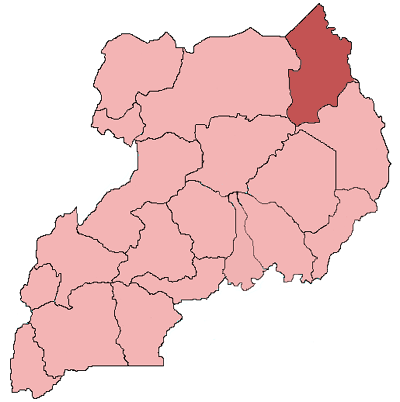
Het bisdom Kotido binnen Oeganda

Het bisdom Kotido (Latijn: Dioecesis Kotidoensis) is een rooms-katholiek bisdom met als zetel Kotido in het noordoosten van Oeganda. Het is een suffragaan bisdom van het aartsbisdom Tororo. Het bisdom werd opgericht in 1991. Hoofdkerk is de Goede Herderkathedraal.
In 2019 telde het bisdom 10 parochies. Het bisdom heeft een oppervlakte van 13.550 km². Het telde in 2019 499.000 inwoners waarvan 38,6% rooms-katholiek was. 

## Bisschoppen
- Denis Kiwanuka Lote (1991-2007)
- Giuseppe Filippi, M.C.C.I. (2009-)